# El Toro (Castellón)
El Toro ist eine valencianische Gemeinde (municipio) mit 262 Einwohnern (Stand: 2024) in der Provinz Castellón in der spanischen autonomomen Region Valencia. 

## Geographie
El Toro liegt etwa 50 Kilometer westlich der Provinzhauptstadt Castellón de la Plana und etwa 58 Kilometer nordnordwestlich von Valencia im Bezirk Alto Palancia in einer Höhe von ca. 1010 m. Die Quellen des Río Palancia liegen in der Gemeinde.
Die Gemeinde liegt in der gemäßigt warmen Klimazone. Die Jahresdurchschnittstemperatur beträgt 12,2 °C, der Jahresgesamtniederschlag liegt bei 580 mm.

## Bevölkerungsentwicklung
| Jahr      | 1970 | 1981 | 1991 | 2001 | 2011 | 2021 |
| Einwohner | 424  | 335  | 300  | 314  | 279  | 239  |

## Sehenswürdigkeiten
- Burganlage
- Kirche Mariä Engeln
- Rochuskapelle
- Rathaus

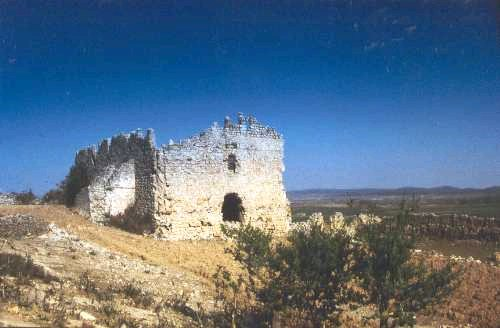
Reste der Burganlage
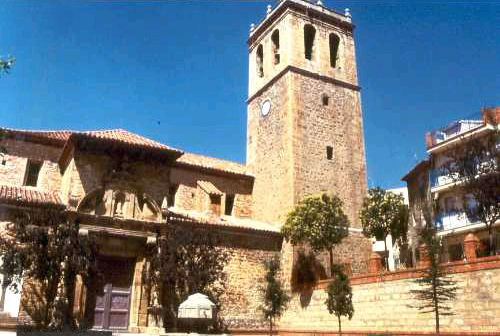
Kirche Mariä Engeln
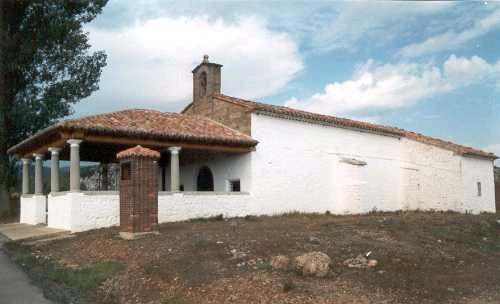
Rochuskapelle
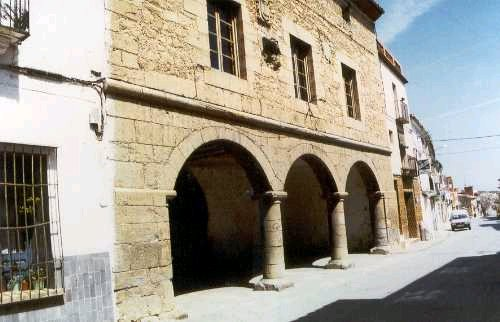
Rathaus